# Berettyóújfalu
Berettyóújfalu est une ville et une commune du comitat de Hajdú-Bihar en Hongrie.

## Histoire

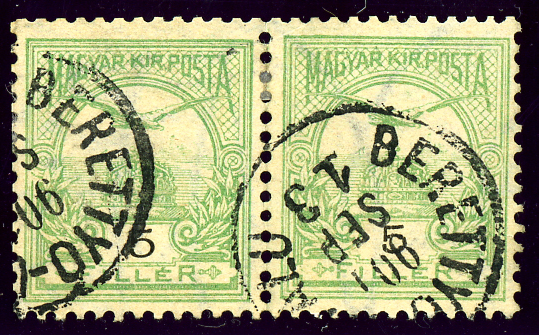
Dans le Royaume de Hongrie en 1901.

Depuis la fin de l'occupation ottomane jusqu'en 1918, la ville fait partie du Royaume de Hongrie sous la domination des Habsbourg.
Un bureau de poste est ouvert en 1852, au nom de Berettyó-Újfalu

## Personnalités célèbres
- Miklós Jutka (hu), poète et photographe, née en 1884.
- Károly Makk, cinéaste, y est né en 1925.
- Imre Bujdosó, champion olympique de sabre, par équipe, en 1988.

## Jumelages
La ville de Berettyóújfalu est jumelée avec :
- Vychni Volotchek (Russie)
- Marghita (Roumanie)
- Porcia (Italie)
- Montegrotto Terme (Italie)